# Judasstol

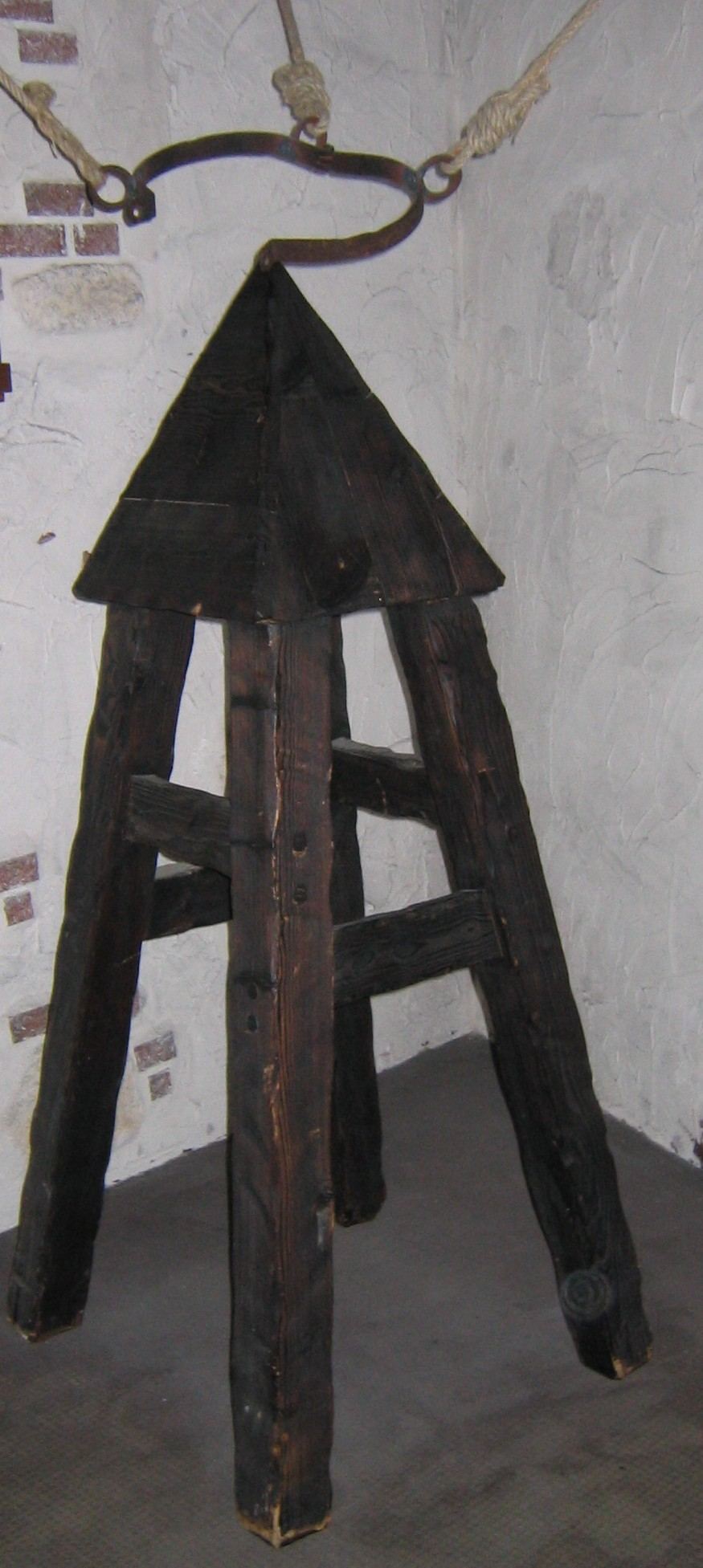
En Judasstol i tortyrmuseet i Freiburg im Breisgau, Tyskland

Judasstol eller Judasvagga är ett tortyrinstrument vars autenticitet är något omstridd. Den sägs ha utvecklats och använts av den spanska inkvisitionen, men det finns få eller inga historiska belägg för påståendets riktighet. På italienska kallas den cullo di Giuda, på tyska die Judaswiege och på franska la veille.
Redskapet utgörs av en pyramidformad kon med tre eller fyra sidor, på en benställning ovanför vilken offret för tortyren spänns upp. Offret placeras sedan på redskapet med spetsen i anus eller vagina, och sänks sakta ner över redskapet, varvid konen tränger längre och längre in i offret.